# 紹斯伊斯特格羅夫 (印地安納州)
紹斯伊斯特格羅夫（英語：Southeast Grove）是位於美國印地安納州萊克縣的一個非建制地區。該地的面積和人口皆未知。